# Ronde van Italië 2023/Achtste etappe
De achtste etappe van de Ronde van Italië 2023 vond plaats op 13 mei. Deze etappe werd gewonnen door Ben Healy.

## Koersverloop
Zoals op voorhand verwacht, duurde het geruime tijd totdat er een kopgroep ontstond die langere tijd stand zou houden. Na zo'n 60 kilometer koers was deze kopgroep dan ontstaan. Deze bestond uit de volgende dertien renners: Paret-Peintre, Riesebeek, Battistella, Bidard, Healy, Bais, Tonelli, Gee, Verona, Barguil, Iacchi, Zana en Skujiņš. Negen van deze dertien renners zouden voor de klassementsrenners eindigen. Bij de eerste doorgang op de I Cappuccini ging Ben Healy in de aanval. Al snel had hij dertig seconden voorsprong op zijn eerste achtervolgers. De rest van de etappe wist hij deze voorsprong uit te breiden en had bij de finish bijna twee minuten voorsprong op de nummer twee in deze etappe, Derek Gee.
In de kopgroep waren twee broers aanwezig van eerdere etappe winnaars van deze Ronde van Italië. Mattia Bais, de broer van Davide die de zevende etappe won en Valentin Paret-Peintre, de broer van Aurélien, winnaar van de vierde etappe.
Bij de klassementsrenners ging Lennard Kämna op vijf kilometer voor de meet in de aanval, die alleen Andreas Leknessund en Primož Roglič konden volgen. Al snel liet Roglič zijn mede-aanvallers achter en kreeg bijval van twee Britten, Geraint Thomas en Tao Geoghegan Hart. Ondertussen verloor Remco Evenepoel met de andere klassementsrenners enkele seconden op de koplopers. Bij de finish zou dat uitkomen op veertien seconden. De huidige rozetruidrager, Leknessund, eindigde twintig seconden na Evenepoel en heeft zodoende nog acht seconden voorsprong op de Belg.

## Uitslagen
| Terni - Fossombrone (207 km) |                    |                                    |          |
| Plaats                       | Naam               | Ploeg                              | tijd     |
| Winnaar                      | Ben Healy          | EF Education-EasyPost              | 4u44'24" |
| 2                            | Derek Gee          | Israel-Premier Tech                | + 1'49"  |
| 3                            | Filippo Zana       | Team Jayco AlUla                   | z.t.     |
| 4                            | Warren Barguil     | Arkéa Samsic                       | z.t.     |
| 5                            | Carlos Verona      | Movistar Team                      | + 2'12"  |
| 6                            | Mattia Bais        | EOLO-Kometa                        | + 2'37"  |
| 7                            | Toms Skujiņš       | Trek-Segafredo                     | + 3'51"  |
| 8                            | Alessandro Tonelli | Green Project-Bardiani CSF-Faizanè | + 3'56"  |
| 9                            | Oscar Riesebeek    | Alpecin-Deceuninck                 | + 4'00"  |
| 10                           | Tao Geoghegan Hart | INEOS Grenadiers                   | + 4'34"  |
|                              |                    |                                    |          |
| 19                           | Remco Evenepoel    | Soudal-Quick Step                  | + 4'48"  |

| Algemeen klassement |                        |                    |           |
| Plaats              | Naam                   | Ploeg              | Tijd      |
| Roze trui           | Andreas Leknessund     | Team DSM           | 33u52'10" |
| 2                   | Remco Evenepoel        | Soudal-Quick Step  | + 8"      |
| 3                   | Primož Roglič          | Jumbo-Visma        | + 38"     |
| 4                   | João Almeida           | UAE Team Emirates  | + 40"     |
| 5                   | Geraint Thomas         | INEOS Grenadiers   | + 52"     |
| 6                   | Tao Geoghegan Hart     | INEOS Grenadiers   | + 56"     |
| 7                   | Aurélien Paret-Peintre | AG2R-Citroën       | + 58"     |
| 8                   | Aleksandr Vlasov       | BORA-hansgrohe     | + 1'26"   |
| 9                   | Damiano Caruso         | Bahrain-Victorious | + 1'39"   |
| 10                  | Lennard Kämna          | BORA-hansgrohe     | + 1'54"   |
|                     |                        |                    |           |
| 19                  | Thymen Arensman        | INEOS Grenadiers   | + 3'01"   |

## Opgaven
Er zijn deze etappe vijf opgaven gemeld. Waaronder 2 niet gestart en 3 niet gefinisht. Het totale aantal opgaven komt daardoor op 12.
Niet gestart
Filippo Ganna (INEOS Grenadiers)
Lars van den Berg (Groupama-FDJ)
Niet gefinisht
David Dekker (Arkéa Samsic)
Florian Stork (Team DSM)
Samuele Zoccarato (Green Project-Bardiani CSF-Faizanè)
1e etappe ·
2e etappe ·
3e etappe ·
4e etappe ·
5e etappe ·
6e etappe ·
7e etappe ·
8e etappe ·
9e etappe ·
10e etappe ·
11e etappe ·
12e etappe ·
13e etappe ·
14e etappe ·
15e etappe ·
16e etappe ·
17e etappe ·
18e etappe ·
19e etappe ·
20e etappe ·
21e etappe
Startlijst · Eindstanden · Afbeeldingen